# Mestre de Sixena

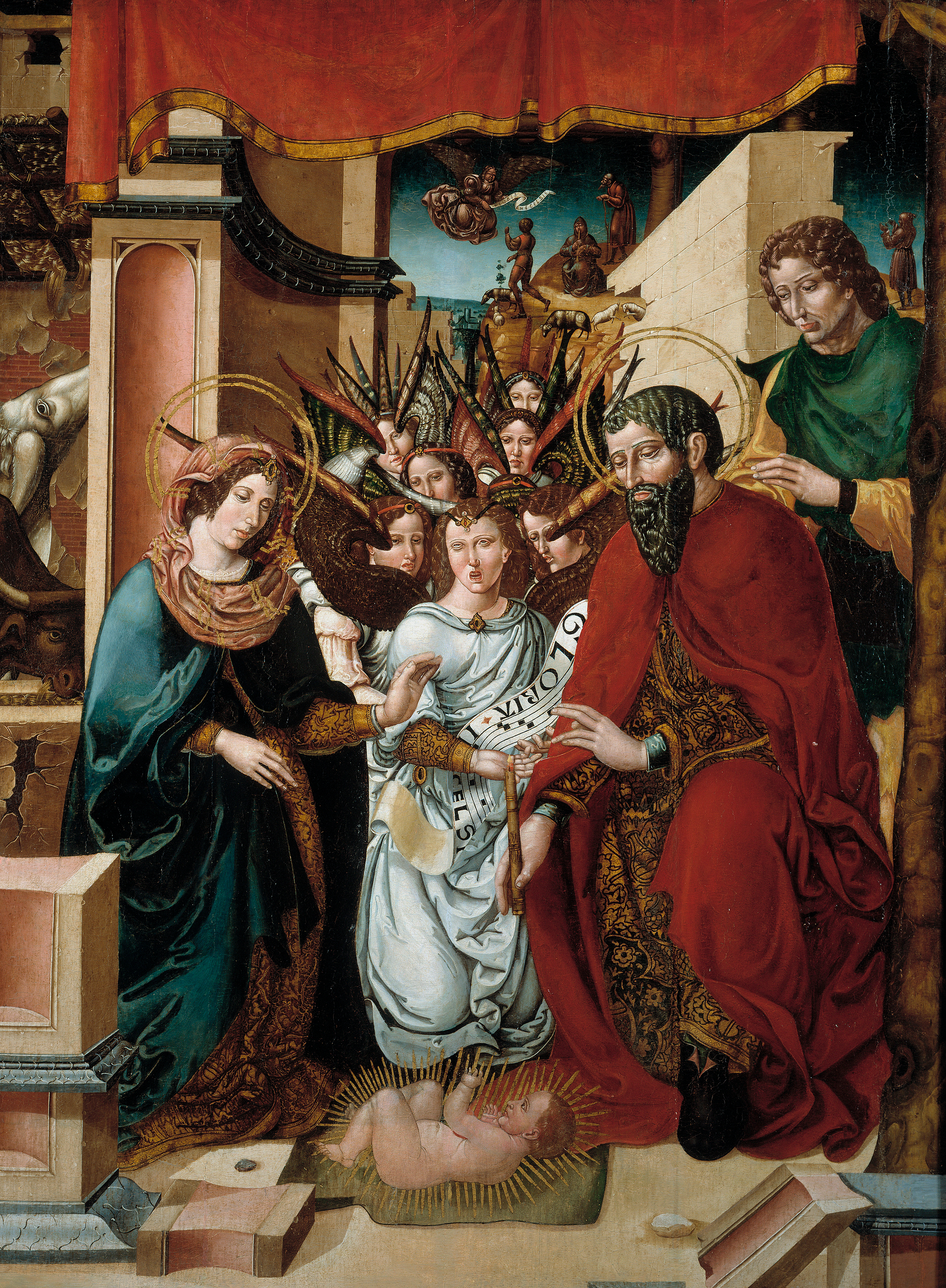
Naixement de Crist, taula del panteó reial del Monestir de Sixena (Museo del Prado).

Mestre de Sixena (actiu entre el 1515 i el 1521) és el nom pel qual es coneix a un mestre anònim  renaixentista actiu a l'Aragó. Deu el seu nom a una taula de l'Naixement de Crist procedent del retaule major del panteó reial del  Monestir de Nostra Senyora de Sixena (Villanueva de Sigena) conservada al Museo del Prado.
A ell corresponen també les taules del retaule major del mateix monestir de Sixena, datades entre el 1515 i el 1519, sent abadessa Maria Juana Jiménez de Urrea. Es tractava d'una obra de grans dimensions desmantellada al començament del segle xviii, de la qual es conserven quinze taules distribuïdes entre els museus d'Osca (quatre taules de la vida de la Verge), Saragossa (Crist davant Herodes i Crist camí del Calvari), Barcelona (Jesús entre els doctors de la Llei, Museu Nacional d'Art de Catalunya), Toledo (Museu de Santa Cruz), Lleida i col·leccions particulars de Londres i Barcelona. Se li han atribuït també uns quadres de l'església d'Albelda que van desaparèixer al començament de la Guerra Civil Espanyola.